# Sébaco
Sébaco è un comune del Nicaragua facente parte del dipartimento di Matagalpa.